# ウカシュ・ジャル
ウカシュ・ジャル（Łukasz Żal; ポーランド語発音: [ˈwukaʂ ˈʐal]; 1981年6月24日 - ）は、ポーランドの撮影監督、映画監督である。

## 生い立ち
ポーランドのコシャリンで生まれる。2007年にウッチ映画大学を卒業した。

## 主なフィルモグラフィ

### 長編映画
- イーダ Ida (2013) 撮影
- Efterskalv (2015)
- ゴッホ　最期の手紙 Loving Vincent (2017) 撮影
- COLD WAR あの歌、2つの心 Zimna wojna (2018) 撮影
- もう終わりにしよう。 I'm Thinking of Ending Things (2020) 撮影
- 関心領域 The Zone of Interest (2023) 撮影

### 短編映画
- Mistrz swiata (2006) 監督

## 受賞とノミネート
| 授賞式         | 映画祭・賞                               | 部門                       | 作品                         | 結果       | 参照  |
| -------------- | ---------------------------------------- | -------------------------- | ---------------------------- | ---------- | ----- |
| 2013年9月14日  | グディニャ映画祭                         | 撮影賞                     | 『イーダ』                   | 受賞       | [ 2 ] |
| 2013年10月31日 | ワルシャワ・ユダヤ映画祭                 | 撮影賞                     | 『イーダ』                   | 受賞       |       |
| 2013年11月8日  | リスタパッド                             | ユリー・マルキン記念撮影賞 | 『イーダ』                   | 受賞       | [ 3 ] |
| 2013年11月23日 | カメリメージ                             | 金蛙賞                     | 『イーダ』                   | 受賞       | [ 4 ] |
| 2014年2月1日   | 全米撮影監督協会賞                       | スポットライト賞           | 『イーダ』                   | 受賞       |       |
| 2014年3月3日   | ポーランド撮影監督協会賞                 | PSC賞                      | 『イーダ』                   | 受賞       |       |
| 2014年3月10日  | ポーランド映画賞                         | 撮影賞                     | 『イーダ』                   | ノミネート |       |
| 2014年9月6日   | メディアス・セントラス・ヨーロッパ映画祭 | 撮影賞                     | 『イーダ』                   | 受賞       |       |
| 2014年9月19日  | マナキ・ブラザーズ映画祭                 | シルバー・カメラ           | 『イーダ』                   | 受賞       |       |
| 2014年12月13日 | ヨーロッパ映画賞                         | 撮影賞                     | 『イーダ』                   | 受賞       | [ 5 ] |
| 2014年12月14日 | サンフランシスコ映画批評家協会賞         | 撮影賞                     | 『イーダ』                   | 受賞       | [ 6 ] |
| 2014年12月15日 | オンライン映画批評家協会賞               | 撮影賞                     | 『イーダ』                   | ノミネート |       |
| 2014年12月15日 | シカゴ映画批評家協会賞                   | 撮影賞                     | 『イーダ』                   | ノミネート | [ 7 ] |
| 2015年1月26日  | 国際オンライン映画批評家投票             | 撮影賞                     | 『イーダ』                   | ノミネート |       |
| 2015年2月8日   | 英国アカデミー賞                         | 撮影賞                     | 『イーダ』                   | ノミネート |       |
| 2015年2月22日  | アカデミー賞                             | 撮影賞                     | 『イーダ』                   | ノミネート |       |
| 2015年         | ポーランド・インディペンデント映画賞     | 撮影賞                     | Joanna                       | ノミネート |       |
| 2016年6月5日   | クラクフ映画祭                           | 撮影賞 (短編作品)          | Ikona                        | 受賞       |       |
| 2018年9月19日  | マナキ・ブラザーズ映画祭                 | ブラウン・カメラ           | 『COLD WAR あの歌、2つの心』 | 受賞       |       |
| 2018年11月17日 | カメリメージ                             | 銀蛙賞                     | 『COLD WAR あの歌、2つの心』 | 受賞       |       |
| 2018年12月8日  | シカゴ映画批評家協会賞                   | 撮影賞                     | 『COLD WAR あの歌、2つの心』 | ノミネート | [ 8 ] |
| 2018年12月16日 | ボストン映画批評家協会賞                 | 撮影賞                     | 『COLD WAR あの歌、2つの心』 | ノミネート |       |
| 2018年12月21日 | フロリダ映画批評家協会賞                 | 撮影賞                     | 『COLD WAR あの歌、2つの心』 | 受賞       |       |
| 2019年1月2日   | オンライン映画批評家協会賞               | 撮影賞                     | 『COLD WAR あの歌、2つの心』 | ノミネート |       |
| 2019年1月3日   | ノースカロライナ映画批評家協会賞         | 撮影賞                     | 『COLD WAR あの歌、2つの心』 | ノミネート |       |
| 2019年2月9日   | 全米撮影監督協会賞                       | 劇場映画撮影賞             | 『COLD WAR あの歌、2つの心』 | 受賞       |       |
| 2019年2月17日  | サテライト賞                             | 撮影賞                     | 『COLD WAR あの歌、2つの心』 | ノミネート |       |
| 2019年2月22日  | 英国アカデミー賞                         | 撮影賞                     | 『COLD WAR あの歌、2つの心』 | ノミネート |       |
| 2019年2月24日  | アカデミー賞                             | 撮影賞                     | 『COLD WAR あの歌、2つの心』 | ノミネート |       |